# Чемпіонат Європи з легкої атлетики в приміщенні 1988
Чемпіонат Європи з легкої атлетики в приміщенні 1988 відбувся 5-6 березня у Будапешті в Палаці спорту.

## Призери

### Чоловіки
| Дисципліни            | Золото                           | Золото      | Срібло                      | Срібло   | Бронза                         | Бронза   |
| --------------------- | -------------------------------- | ----------- | --------------------------- | -------- | ------------------------------ | -------- |
| 60 метрів             | Лінфорд Крісті Велика Британія   | 6,57        | Рональд Дерюель Бельгія     | 6,60     | Валентин Атанасов Болгарія     | 6,60     |
| 200 метрів            | Микола Разгонов СРСР             | 20,62       | Ніколай Антонов Болгарія    | 20,65    | Лінфорд Крісті Велика Британія | 20,83    |
| 400 метрів            | Єнс Карловітц НДР                | 45,63       | Браян Віттл Велика Британія | 45,98    | Ральф Любке ФРН                | 46,25    |
| 800 метрів            | Девід Шарп Велика Британія       | 1.49,17     | Роб Дрюпперс Нідерланди     | 1.49,45  | Герт Кільберт Швейцарія        | 1.49,46  |
| 1500 метрів           | Арі Сухонен Фінляндія            | 3.45,72     | Ронні Ульссон Швеція        | 3.46,16  | Рюдігер Горн НДР               | 3.46,51  |
| 3000 метрів           | Хосе Луїс Гонсалес Іспанія       | 7.55,29     | Маркус Гакштайнер Швейцарія | 7.56,04  | Михайло Дасько СРСР            | 7.56,51  |
| 60 метрів з бар'єрами | Алеш Геффер Чехословаччина       | 7,56        | Джон Ріджен Велика Британія | 7,57     | Карлос Сала Іспанія            | 7,67     |
| Ходьба 5000 метрів    | Йозеф Прибилинець Чехословаччина | 18.44,40 CR | Роман Мразек Чехословаччина | 18.44,93 | Шандор Урбанік Угорщина        | 18.45,91 |
| Стрибки у висоту      | Патрік Шеберг Швеція             | 2,39 CR     | Дітмар Мегенбург ФРН        | 2,37     | Сорін Матей Румунія            | 2,35     |
| Стрибки з жердиною    | Родіон Гатауллін СРСР            | 5,75        | Ніколай Ніколов Болгарія    | 5,70     | Атанас Тарєв Болгарія          | 5,70     |
| Стрибки у довжину     | Франс Мас Нідерланди             | 8,06        | Ласло Сальма Угорщина       | 8,03     | Джованні Еванджелісті Італія   | 8,00     |
| Потрійний стрибок     | Олег Сакіркін СРСР               | 17,30       | Бела Бакоші Угорщина        | 17,25    | Васіф Асадов СРСР              | 17,23    |
| Штовхання ядра        | Ремігіус Махура Чехословаччина   | 21,42       | Карстен Штольц ФРН          | 20,22    | Георгій Тодоров Болгарія       | 19,98    |

### Жінки
| Дисципліни            | Золото                      | Золото      | Срібло                         | Срібло   | Бронза                     | Бронза   |
| --------------------- | --------------------------- | ----------- | ------------------------------ | -------- | -------------------------- | -------- |
| 60 метрів             | Неллі Коман Нідерланди      | 7,04        | Зільке Меллер НДР              | 7,05     | Марліс Ґер НДР             | 7,07     |
| 200 метрів            | Єва Каспшик Польща          | 22,69       | Тетяна Папіліна СРСР           | 22,79    | Зільке Кнолль ФРН          | 23,12    |
| 400 метрів            | Петра Мюллер НДР            | 50,28       | Хельга Арендт ФРН              | 51,06    | Дагмар Нойбауер НДР        | 51,57    |
| 800 метрів            | Сабіна Цвінер ФРН           | 2.01,19     | Ольга Нелюбова СРСР            | 2.01,61  | Габі Леш ФРН               | 2.01,85  |
| 1500 метрів           | Дойна Мелінте Румунія       | 4.05,77     | Мітіца Константін Румунія      | 4.06,16  | Брігітте Краус ФРН         | 4.07,06  |
| 3000 метрів           | Еллі ван Хюлст Нідерланди   | 8.44,50 CR  | Вера Міхаллек ФРН              | 8.46,97  | Венді Слай Велика Британія | 8.51,04  |
| 60 метрів з бар'єрами | Корнелія Ошкенат НДР        | 7,77        | Мар'ян Оліслагер Нідерланди    | 7,92     | Міхаела Погачан Румунія    | 7,92     |
| Ходьба 3000 метрів    | Марія Реєс Собріно Іспанія  | 12.48,99 CR | Дана Вавржачова Чехословаччина | 12.51,08 | Марія Крус Діас Іспанія    | 12.55,03 |
| Стрибки у висоту      | Стефка Костадинова Болгарія | 2,04 CR     | Гайке Редецькі ФРН             | 1,97     | Лариса Косіцина СРСР       | 1,97     |
| Стрибки у довжину     | Хайке Дрехслер НДР          | 7,30 CR     | Галина Чистякова СРСР          | 7,24     | Йоланта Бартчак Польща     | 6,62     |
| Штовхання ядра        | Клаудія Лош НДР             | 20,39       | Лариса Пелешенко СРСР          | 20,23    | Катрін Наймке НДР          | 20,20    |

## Медальний залік
| Місце                | Країна               | Золото | Срібло | Бронза | Загалом |
| -------------------- | -------------------- | ------ | ------ | ------ | ------- |
| 1                    | НДР                  | 4      | 1      | 4      | 9       |
| 2                    | СРСР                 | 3      | 4      | 3      | 10      |
| 3                    | Нідерланди           | 3      | 2      | 0      | 5       |
| 3                    | Чехословаччина       | 3      | 2      | 0      | 5       |
| 5                    | ФРН                  | 2      | 5      | 4      | 11      |
| 6                    | Велика Британія      | 2      | 2      | 2      | 6       |
| 7                    | Іспанія              | 2      | 0      | 2      | 4       |
| 8                    | Болгарія             | 1      | 2      | 0      | 3       |
| 9                    | Румунія              | 1      | 1      | 2      | 4       |
| 10                   | Швеція               | 1      | 1      | 0      | 2       |
| 11                   | Польща               | 1      | 0      | 1      | 2       |
| 12                   | Фінляндія            | 1      | 0      | 0      | 1       |
| 13                   | Угорщина             | 0      | 2      | 1      | 3       |
| 14                   | Швейцарія            | 0      | 1      | 1      | 2       |
| 15                   | Бельгія              | 0      | 1      | 0      | 1       |
| 16                   | Бангладеш            | 0      | 0      | 3      | 3       |
| 17                   | Італія               | 0      | 0      | 1      | 1       |
| Загалом (17 збірних) | Загалом (17 збірних) | 24     | 24     | 24     | 72      |

## Відео
- День 1:
  -  Відеозвіт (частина 1) на YouTube
  -  Відеозвіт (частина 2) на YouTube
  -  Відеозвіт (частина 3) на YouTube
- День 2:
  -  Відеозвіт (частина 1) на YouTube
  -  Відеозвіт (частина 2) на YouTube
  -  Відеозвіт (частина 3) на YouTube

## Виступ українців
| Чоловіки (2) | Чоловіки (2)    | Чоловіки (2)  | Чоловіки (2) |
| Місце        | Атлет           | Дисципліна    | Результат    |
| ------------ | --------------- | ------------- | ------------ |
| 1            | Микола Разгонов | 200 м         | 20,62        |
|              | Сергій Процишин | ходьба 5000 м | 19.18,30     |

| Жінки (1) | Жінки (1)        | Жінки (1)  | Жінки (1) |
| Місце     | Атлетка          | Дисципліна | Результат |
| --------- | ---------------- | ---------- | --------- |
|           | Людмила Авдєєнко | висота     | 1,94      |